# Giocattolaio
Il Giocattolaio (Toyman) è un personaggio dei fumetti statunitensi pubblicati da DC Comics. È un supercriminale nemico di Superman. La sua prima apparizione è stata su Action Comics n. 64 (settembre 1943). La sua identità tradizionale è Winslow Schott, anche se molti altri hanno assunto l'identità del Giocattolaio nel corso degli anni.
La sua particolarità è quella di usare, come armi, dei giocattoli dall'aspetto innocuo: pistole ad acido, macchinette esplosive, aeroplanini che sparano proiettili veri, tutto per portare morte e distruzione ai suoi nemici.

## Biografia dei personaggi

### Winslow Schott
Il primo Giocattolaio è Winslow Schott, apparso nel settembre 1943. Dopo il suo debutto, fa saltuarie apparizioni in storie degli anni cinquanta, sessanta e settanta. Dopo Crisi sulle Terre infinite (1985), il Giocattolaio torna a far parlare di sé. Torna nel gennaio 1988, nei panni di un giocattolaio inglese disoccupato che dà la colpa a Lex Luthor di averlo fatto licenziare dalla compagnia di giocattoli per la quale lavorava che usa il suo talento nel creare giocattoli per placare la sua sete di vendetta. Questo lo porta ad incrociarsi con la strada dell'eroina inglese Godiva e poi, più tardi, con lo stesso Superman. Schott continuò a commettere crimini a Metropolis, usando i suoi giocattoli come strumenti di morte e perfino effettuando rapimenti di bambini.
Il Giocattolaio cominciò ad essere una figura molto sinistra: cominciò infatti a radersi il capo e prendere gli ordini da "Mamma" (forse una voce nella sua testa). Questo lo portò a diventare un genio psicotico del crimine. In questo stato, ha ucciso la madre della reporter del Daily Planet Cat Grant («Sei stata una mamma molto cattiva; sono felice di aver ucciso tuo figlio!»). Incomincia inoltre a sviluppare un odio profondo verso i bambini, perché non apprezzavano i suoi giocattoli alla vecchia maniera.
Col tempo, Schott sembrò rinsavire e Superman gli fece vedere che i bambini, invece, apprezzavano i suoi giocattoli, durante una visita in un orfanotrofio. Ma si rivelò un'illusione creata da Zatanna nel tentativo di curarlo. Schott così tornò a fare una cosa che faceva in passato: rapire i bambini.
Inoltre, Winslow Schott ha un figlio, Anton, che come lui ha seguito la carriera di criminale. Però Anton nutre molto rancore verso il padre, dal momento che quando lui è cresciuto, Winslow ha smesso di sommergerlo di giocattoli ogni compleanno com'era solito fare (Anton nacque il giorno di Natale). Allora Anton ha deciso di assumere l'identità del Fabbricante di Bambole ed usare alcuni progetti di Winslow per incolpare il padre dei suoi atroci crimini.

### Jack Nimball
Jack Nimball è il secondo Giocattolaio. Appare nel periodo in cui Winslow Schott si ritira dalla sua carriera di supercriminale. La prima apparizione di Nimball risale al febbraio 1974, su Action Comics n. 432. Jack Nimball esordisce con un costume da giullare e lo stesso modus operandi del suo predecessore. Nimball ha una vita breve: viene infatti ucciso da Winslow Schott nel numero 305 di Superman.

### Hiro Okamura
Hiro Okamura è il terzo Giocattolaio. Si tratta di un genio teenager della meccanica venuto dal Giappone. Il suo debutto come Giocattolaio è nel numero 177 di Superman (febbraio 2002). Il suo obiettivo è Metallo, sostenendo che il corpo dell'androide era fatto di un materiale che era stato rubato al nonno.
Tempo dopo divenne un alleato di Superman e Batman. Nella serie Superman/Batman, aiuta i due eroi a distruggere un meteorite composto di kryptonite che minaccia la Terra. Fa degli affari con Batman per dargli vari aiuti tecnologici. Lo stile di Okamura è l'opposto di quello di Schott: mentre Winslow Schott costruiva giocattoli vecchio stampo come macchinine, aeroplanini e soldatini, Hiro Okamura costruisce giocattoli tecnologicamente avanzati. Molte delle sue invenzioni sono ispirate a manga e anime, persino ai robot giganti.
Col tempo, diventerà amico di molti altri eroi tra cui Robin e Superboy. Si presenta inoltre nella Titans Tower con gli altri Giovani Titani per il funerale di Superboy. In sua memoria, fa un'action figure del giovane clone di Superman.
Nei fumetti della serie Superman/Batman, Hiro Okamura appare pochissime volte e le sue imprese si estendono solo fino al Giappone. Il Giocattolaio attivo negli USA è Winslow Schott.

## Altri media
- Nel telefilm Superboy appare un cattivo chiamato Nick Knack, un riferimento al Giocattolaio. Il personaggio, interpretato dall'attore Gilbert Gottfried, aveva un look e degli atteggiamenti infantili. Gottfried è apparso in altri due episodi ed ha anche scritto una storia per la serie di Superboy con il personaggio da lui interpretato.
- Nella serie The Batman compare un giocattolaio chiamato Krunk. Questo ha un aspetto totalmente improbabile ed è pieno di giocattoli micidiali. Ha una città di giocattoli.
- Un personaggio chiamato Winslow P. Schott appare in Lois & Clark - Le nuove avventure di Superman, nell'episodio di Natale. Questo personaggio, interpretato dall'attore di colore Sherman Hemsley, aveva un background simile a quello dello Schott post-Crisi dei fumetti. Nel telefilm, questo Giocattolaio crea un "topastro spaziale" dotato si un liquido che fa diventare i bambini degli egoisti e, se il raggio colpisce gli adulti, li fa regredire mentalmente alla loro infanzia. Tuttavia non è uno psicopatico criminale e ama i bambini. Un altro Giocattolaio, dal carattere più infantile e il vizio di rapire bambini, apparirà in un altro episodio.
- Un Giocattolaio con molti problemi psicologici appare nella serie animata Superman (voce di Marco Bresciani), un uomo malato di mente che indossa una maschera simile a una faccia di bambola. Nel suo arsenale di armi c'è anche un'apparentemente innocua palla di gomma che può spezzare anche un'autoblindo e delle bolle di sapone da cui è difficile scappare. In questa versione, Winslow Schott si fa chiamare Winslow Schott Jr., ed è il figlio di un giocattolaio chiamato Winslow Schott. Il bambino passava tutto il giorno nella fabbrica di giocattoli del padre, osservandolo mentre li creava. Fino a quando un gruppo di gangster non prese di mira il negozio e lo usò come copertura per i loro racket. Ma quando la polizia scoprì tutto, i gangster scapparono, lasciando lo Schott anziano nei guai per tentativo di fuga. E così venne arrestato. Fu condannato per ricatto ed estorsione. Il figlio passò tutta l'infanzia e l'adolescenza in altre case che non gli diedero mai più l'amore che suo padre gli aveva dato (Schott Jr. si definisce «Un piccolo giocattolo rotto che nessuno ha mai amato»). Appena raggiunge l'età adulta, Schott ha una mente malata, ma anche una spiccata passione per la meccanica. E così, sfruttando il suo talento, si vendica sul mondo per avergli rovinato l'infanzia, terrorizzando la gente e rubando soldi per creare giocattoli dall'aspetto innocuo ma dalla potenza micidiale. Ha un androide chiamato Darcy, che usa come compagno di giochi, e serba un rancore smisurato per Bruno Mannheim, l'uomo che gli ha rovinato la vita, e Superman, colpevole di averlo salvato.
- Nel telefilm Heroes c'è uno dei personaggi chiamato Hiro Nakamura, un impiegato giapponese fan dei manga e dei cartoni animati giapponesi che può controllare il continuum spazio temporale. Il suo nome richiama molto il terzo Giocattolaio, Hiro Okamura.
- Nell'ottava stagione della serie TV Smallville c'è il primo incontro tra Clark e Winslow Schott, che tenta di uccidere Oliver Queen accusandolo di averlo licenziato. In questa versione lavora per conto di Lex Luthor.
- Nel film di animazione Superman: Doomsday fa una breve apparizione, in cui viene ucciso dal clone di Superman.